# На торзї
«На торзї» — оповідання Леся Мартовича, написане приблизно в другій половині 1899 року. Вперше опубліковано у Львові в збірці оповідань «Не-читальник», мало посвяту Романові Роздольському.

## Історія появи та друку
Оповідання, ймовірно, було написане в 1899 році, й опубліковане у Львові накладом Українсько-руської видавничої спілки в 1900 році в другій, за ліком, збірці покутського автора. Для Українсько-руської видавничої спілки то була Серія І. № 23.
Після першої своєї творчої спроби, Мартович не був у захваті від відгуків на свого літературного первістка. Тому майже десятиліття він не вдавався до писання. Та перебуваючи в колі активних українців та маючи чимало друзів літераторів (Стефаника, Павлика та інших) він раз-по-раз та навертався в сторону літератури. Тим більше, що в товаристві він вважався найкращим оповідачем та ще й гострим на слівце. Відтак, саме наприкінці століття Мартович знову навернувся до літератури й написав кілька оповідок, зокрема й оповідання «На торзї».
Саме після публікації збірки оповідань, в якій була оповідка «За топливо», за Лесем Мартовичем закріпилося звання гостро-соціального молодого письменника, який найперше бачить і відтворює комічні сторони життя своїх сучасників. Їхня темність, забитість пояснюється вузькістю життєвої стежини, визначеної селянинові, його безправ'ям, мілиною інтересів, міщанським розумом.
Літературознавець Олена Плешканова розкрила в історії написання оповідання Мартовича про його задум і сюжет. Отож, в ті часи існував податковий службовець у Снятині Пехнік, поляк з роду, зукраїнізувався, ходив на торги і ярмарки та дуже пильно стежив за селянським життям і побутом. Мартович і Стефаник, що були з ним знайомі, з захопленням слухали його дотепних оповідань. Вони й завдячують йому багато сюжетів до своїх оповідань, а Мартович зокрема сюжет оповідання «На торзі». Саме епізод цього оповідання про селянина, з трьома капелюхами на голові і дротом на шиї розповів Мартовичеві цей Пехнік.

## Сюжет
Оповідання «На торзї» — це драматично-саркастичні сценки з побуту тогочасного селянина.

## Дійові особи
- Проць — дрібний селянин (який пішов по торгу докупити собі цвяшків до газдівства);
- Проциха — жінка селянина (покірна дружина Проця, знеморена торговищем);
- Жидівка — місцева крамарка (з надокучливим характером);
- Жидок — дванадцятилітній гебрейський син (пихатий син одного з крамарів);
- Старий жид — досвідчений торгаш (вправний гендляр, який вторгувався з Процем).

## Особливості
Оповідання було видруковане у збірочці із «Посвятою Романові Роздольському». Очевидно що це була дань поваги до багаторічного друга Мартовича і знаного українського науковця та етнографа Осипа Роздольського. Тож оповідання Лесь Мартович присвятив своєму приятелю Осипу, невтомному збирачу українського фольклору, на честь уродин його сина.
Кіолькома роками пізніше, коли книжечка Мартовича потрапила до Америки, частина її оповідань зворушили українськуспільноту і зацікавили місцевих авторів та читачів. Тому почали появлятися переклади творів Мартовича за океаном, правда ті первістки були аматорськими, але символізують затребуваність творчості Мартовича. Так в 1905 роців ньюйорській соціалістичній німецькій газеті «Зойтагсблят дер Нюйоркер Штатсцайтунг» в ч. 4. появився переклад оповідання Деся Мартовича «На торзі», акий німецькою носив назву: «Авф дем Маркт, Скіцвавс дем Рутенішен, фон Лесь Мартович».

## Публікації
- в збірці «Не-читальник» — Львів, 10.08.1900, с.12—15;
- в зібранні творів «Лесь Мартович. Твори (в 3-х томах)» — Краків, 1943;

За радянського часу оповідання не друкувалося, підпадаючи під цензуру. Очевидно, що глибока сатира на неписьменного селянина та відверте висміювання гендлярської суті гебреїв та часте використання слова «жид» — стали визначальними в забороні цього твору.
Уже за часів Незалежності, лише деякі видання почали публікувати це оповідання. Але воно й далі, за чиновницькою інерцією чи етнічними фобіями, не є присутнім ні в шкільній програмі (де вивчають майже всі твори Мартовича), ні публічному середовищі.
Наразі, цей твір можна знайти радше на сторінках інтернет книгарень, аніж в підручниках чи збірках.